# Anthophora thomsoni
Anthophora thomsoni là một loài Hymenoptera trong họ Apidae. Loài này được Saunders mô tả khoa học năm 1882.